# Eucorpulentosoma simile
Eucorpulentosoma simile là một loài ruồi trong họ Tachinidae.